# Martin Zeiller
Martin Zeiller (17 d'abril de 1589, Ranten, Àustria - 6 d'octubre de 1661, Ulm, Alemanya) fou un teòleg protestant i escriptor alemany. Estudià a Ulm i tingué diverses feines relacionades amb la jurisprudència i la història. Escrigué més d'una norantena de títols i fou el prototip de pensador barroc.

## Obres
- (Trad.) François de Rosset: Theatrum tragicum ... in die Teutsche Sprache transferirt durch M. Zeiller, hg. Martin Opitz. Danzig 1640 u.ö. (25 Auflagen sind bekannt)
- Fidus achates, oder Getreuer Reisgefert. Ulm 1651
- Historici, chronologici et geographi ... quo vixerunt, et operibus ... scripserunt. 2 Bde. Ulm 1652
- 100 Dialogi oder Gespräch von unterschiedlichen Sachen. Ulm 1653
- Handbuch von allerley nutzlichen Erinerungen. 2 Bde. Ulm 1655